# 横手 (日高市)
横手（よこて）は、埼玉県日高市の地名。現行行政地名は横手一丁目及び横手二丁目、大字横手。旧高麗郡横手村。郵便番号は350-1257。

## 地理
日高市の西端に位置する。北部は入間郡毛呂山町権現堂、東部は市内高麗本郷・久保・武蔵台、南部は飯能市永田台・久須美、西部は飯能市白子と隣接する。元々は外秩父山地東端の森林地帯であり、地域の中央部を西から東に高麗川が流れる。高麗川沿いが周囲より低くなっており、国道299号と西武池袋線がこの谷地に集中して通っている。1988年から地域南西部の山林が西武グループによって隣接する飯能市永田台とともに『西武飯能・日高分譲地』として開発された。この時整備された分譲地は、大字横手から分離して新たに横手一丁目・二丁目として設置された。この地域は分譲地外の大字横手と区別して横手台と呼ばれることが多い（例・横手台自治会館など）。分譲地内はほぼ宅地化が完了しているが、一部では現在も宅地化を進めている。大字横手地区内の字は、市原・坂下・山下・小瀬名・駒高が置かれている。

## 歴史
1980年代前半までは住宅も高麗川沿いに散在しているのみだったが、1988年からそれまで山地であった地域南西部が西武によって隣接する飯能市永田台とともに『西武飯能・日高分譲地』として開発されたことにより、整然と区画された大規模な住宅街が誕生した。それに伴い、分譲地内は大字横手から分離して新たに横手一丁目・二丁目が設置された。

### 沿革
もとは江戸期より存在した高麗郡に属する横手村、古くは戦国期より見出せる高麗郡のうちの郷村の横手村であった。
- はじめは幕府領で、1747年（延享4年）より一橋家領となる[4]。
- 幕末時点では高麗郡横手村であった。明治初年の『旧高旧領取調帳』の記載によると、一橋家領、および滝泉寺（瀧泉寺）領であった[5]。
- 1871年（明治4年）
  - 6月29日 - 韮山県の管轄となる。
  - 11月14日 - 第1次府県統合により、入間県の管轄となる。
- 1873年（明治6年）6月15日 - 入間県が群馬県（第1次）と合併して熊谷県の管轄となる。
- 1876年（明治9年）8月21日 - 第2次府県統合により、埼玉県の管轄となる。
- 1879年（明治12年）3月17日 - 郡区町村編制法により成立した高麗郡に所属する。郡役所は川越町に設置。
- 1889年（明治22年）4月1日 - 町村制施行により横手村が周辺9箇村と合併、高麗村の大字横手となる。
- 1929年（昭和4年）9月10日 - 武蔵野鉄道（現西武池袋線）が開通し、地区内に武蔵横手駅が開業。
- 1955年（昭和30年）2月11日 - 高麗村が高麗川村と合併し、日高町が成立。日高町の大字となる。
- 1985年（昭和60年）4月26日 - 大字横手の一部から横手一丁目・二丁目が成立する[6]。
- 1988年（昭和63年）5月 - 地域南西部が『西武飯能・日高分譲地』として分譲開始。
- 1991年（平成3年）10月1日 - 日高町の市制施行により、日高市の大字および町名となる。

## 世帯数と人口
2020年（令和2年）7月1日現在の世帯数と人口は以下の通りである 
| 大字・丁目 | 世帯数    | 人口    |
| ---------- | --------- | ------- |
| 横手       | 229世帯   | 506人   |
| 横手一丁目 | 514世帯   | 1,243人 |
| 横手二丁目 | 533世帯   | 1,253人 |
| 計         | 1,294世帯 | 3,207人 |

## 小中学校の学区
市立小・中学校に通う場合、学区は以下の通りとなる。
| 大字・町名 | 番地 | 小学校               | 中学校               |
| ---------- | ---- | -------------------- | -------------------- |
| 大字横手   | 全域 | 日高市立高麗小学校   | 日高市立高麗中学校   |
| 横手一丁目 | 全域 | 日高市立武蔵台小学校 | 日高市立武蔵台中学校 |
| 横手二丁目 | 全域 | 日高市立武蔵台小学校 | 日高市立武蔵台中学校 |

以前は横手台地区に新たな小学校建設の予定があり、用地も確保されていたが、情勢の変化により新小学校建設に見合う児童数の増加が見込めなくなったため、計画は中止となった。予定地の有効活用を検討したところ、温浴施設の計画もあったが、住環境の悪化を懸念する声もあがり、最終的に横手台グラウンドが整備されることとなり、2016年10月にオープンした。

## 交通

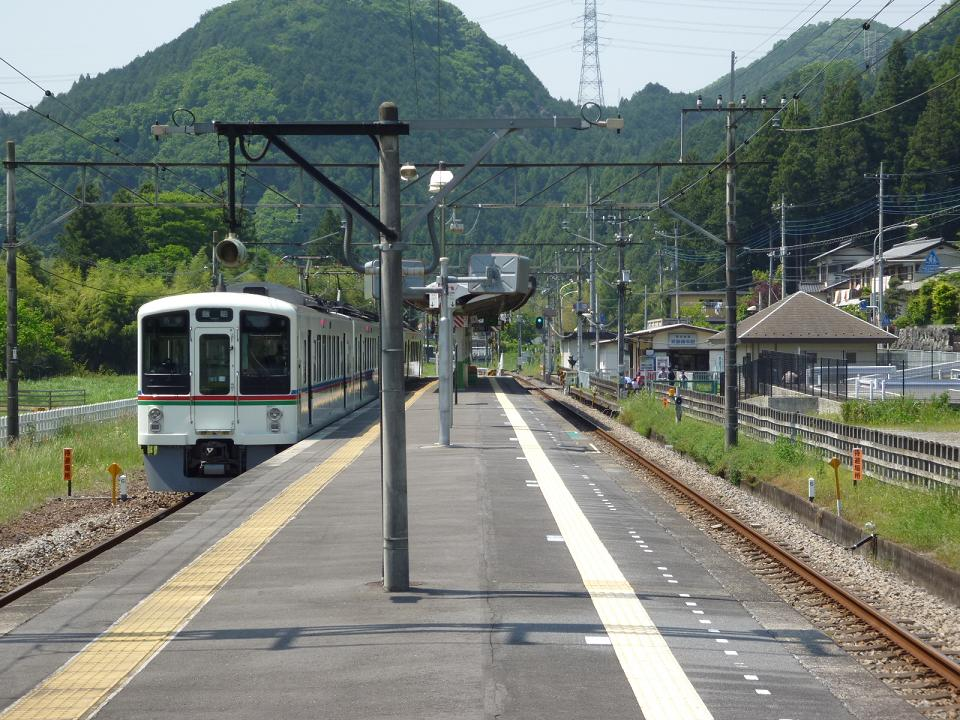
武蔵横手駅ホーム

### 鉄道
- 西武鉄道
  - 西武池袋線
    - 武蔵横手駅

地区東部や南部では、隣の高麗駅が最寄りになる場合もある。

### バス
- 国際興業バス飯能営業所
  - バス停 西武飯能日高・横手二丁目・西武不動産営業所
  - 飯07：飯能駅 - 岩根橋 - 永田 - 西武飯能日高
  - 飯30：飯能駅 - 天覧山入口 - 恩田 - 木綿沢 - 西武飯能日高（深夜バスあり）

### 道路
- 国道299号
- 永田台通り
- 横手台ストリート
  - 横手台ゆめロード
  - 外周いちょう通り
  - ロケット公園通り
  - 見晴らし通り
  - けやき通り

## 地域

### 寺社
- 武幡横手神社
- 寶雲山瀧泉寺 - 真言宗智山派の寺院。武蔵野三十三観音霊場第28番札所。
- 金剛山新覚法寺

### 公園
- 横手台グラウンド
- 丘の上公園
- なかよし公園
- バスケット公園
- ロケット公園
- 峯両谷公園
- 峯両谷東公園
- どかん公園

### 施設
- 横手台自治会館
- 飯能信用金庫西武団地出張所
- 清風園[9]